# Transtrands landskommun
Transtrands landskommun var en kommun i dåvarande Kopparbergs län (nu Dalarnas län).

## Administrativ historik
Kommunen bildades 1863 i Transtrands socken i Dalarna.
Landskommunen uppgick 1971 i den då nybildade Malungs kommun.

### Kyrklig tillhörighet
I kyrkligt hänseende tillhörde kommunen Transtrands församling.

## Kommunvapen
Blasonering: Sköld, genom en vågskura kluven av blått, vari en vase av guld, och av guld, vari tre stolpvis ordnade blå båtar
Vapnet antogs 1947.

## Geografi
Transtrands landskommun omfattade den 1 januari 1952 en areal av 1 057,60 km², varav 1 027,60 km² land.

### Tätorter i kommunen 1960
| Tätort     | Folkmängd |
| ---------- | --------- |
| Transtrand | 413       |
| Sälen      | 237       |

Tätortsgraden i kommunen var den 1 november 1960 36,1 procent.

## Politik

### Mandatfördelning i valen 1938-1966
| 16 | 2 | 2 |

| 20 |

| 16 | 4 |

| 19 |

| 15 | 5 |

| 19 |

| 15 | 5 |

| 19 |

| 15 | 5 |

| 18 |

| 14 | 6 |

| 15 | 5 |

| 13 | 3 | 2 | 2 |

| 18 |

| 12 | 4 | 2 | 2 |

| 17 | 3 |